# Acrocercops tristaniae
Acrocercops tristaniae là một loài bướm đêm thuộc họ Gracillariidae. Loài này có ở Queensland.
Ấu trùng ăn Eugenia ventenatii và Lophostemon confertus. Chúng có thể ăn lá nơi chúng làm tổ.